# Eckville
Eckville es un pueblo canadiense situado en la provincia de Alberta.

## Superficie
Eckville tiene una superficie de 1,61 km².

## Demografía
En 2021, tenía 1014 habitantes, una densidad poblacional de 629,5 hab./km², y 472 viviendas.